# 肯尼維爾 (伊利諾伊州)
肯尼維爾（英語：Keeneyville）是位於美國伊利諾伊州杜佩奇縣的一個非建制地區。該地的面積和人口皆未知。

## 地理
肯尼維爾的座標為41°58′03″N 88°07′13″W / 41.96750°N 88.12028°W，而該地的平均海拔高度為235米（即771英尺）。